# Dietrich Lohff
Dietrich Lohff (Tauche, 9 januari 1941 – Heidelberg, 1 oktober 2016) was een Duits componist, muziekpedagoog en koordirigent.

## Leven en werk
Lohff werd geboren als zoon van een predikant. Vanaf zijn vijfde jaar kreeg hij pianoles en korte tijd later ontstonden zijn eerste muziekstukjes. Hij studeerde kerkmuziek, schoolmuziek, germanistiek en compositie. Zijn compositieleraren waren Heinz Werner Zimmermann en Georg von Albrecht. Na deze studies was hij in de vroege jaren zeventig actief in de rockmuziek als oprichter van de groepen Heaven on Earth, waarvoor hij een Mass in Rock componeerde, en Bad Golem. Vervolgens was hij werkzaam als muziekleraar en als kerkmusicus in de Evangelisch-Lutherse Kerk in Dossenheim bij Heidelberg. Ook was hij dirigent van het Anton Bruckner Chor.
Als klassiek componist schreef hij aanvankelijk experimentele muziek, maar na een lange periode van inactiviteit keerde hij zich daar radicaal tegen. In zijn geschrift Schönberg oder der Virus der Fortschrittlichkeit geeft hij zijn motivatie voor deze afkeer. In zijn latere muziek, die zich kenmerkt door een gemakkelijke toegankelijkheid en een eigen klankidioom, zijn diverse invloeden aan te wijzen, die Lohff op persoonlijke wijze verwerkt.
Zijn compositie Requiem für einen polnischen Jungen is een persoonlijke getuigenis tegen het fascisme. Hierin toont Lohff zijn engagement, getuige het motto:
Das ist es, was ich mir wünsche,
dass mein Requiem bewirken möge
die klage um die opfer
zur anklage der täter wird
und dass wenn wir für die toten
die ewige ruhe erbitten wir uns
zu lebenslanger unruhe verpflichten
dass niemand mehr von uns
schweigend zusieht
wenn menschen menschen
zu opfern machen
De teksten van dit requiem zijn van slachtoffers van het fascisme: Georg Kafka, Siegfried Einstein, Jesse Thoor, Selma Meerbaum-Eisinger, Martin Gumpert en Krystof Kamil Baczinski. De première was in 1998 in zes Duitse steden tegelijkertijd. In 1999 volgde een uitvoering tijdens een herdenking in de Duitse Bondsdag. 
In 2008 componeerde Lohff een cantate Von der Würde aller Menschen naar aanleiding van de herdenking van de ondertekening van de Universele Verklaring van de Rechten van de Mens op 10 december 1948. De wereldpremière op 22 november 2008 in het Duitse Neckargemünd werd uitgevoerd door het Anton Bruckner Chor uit Neckargemünd en De Stem des Volks uit Maastricht. De eerste Nederlandse uitvoering was op 6 december 2008 in Maastricht.
Op 1 oktober 2016 overleed Dietrich Lohff in een ziekenhuis in Heidelberg.

## Composities
- Requiem für einen polnischen Jungen, 1998
- Musik für einen Macho, 2001
- (Kerk)musical Franz von Assisi, 2003
- Opera-Oratorium 'Luther', première op 18 september 2005 in Wittenberg
- Von der Würde aller Menschen, cantate (2008).
- Jochanaan, Opera, première 2009 in Neckargemünd.
- Als de zon zal, Cantate (2011) in opdracht van De Stem des Volks in Maastricht